# Hampsonodes parta
Hampsonodes parta är en fjärilsart som beskrevs av William Schaus 1894. Hampsonodes parta ingår i släktet Hampsonodes och familjen nattflyn. Inga underarter finns listade i Catalogue of Life.